# Фаршатов, Мопр Нагуманович
Мопр Нагуманович Фаршатов (18 марта 1930, Казань, СССР — 10 февраля 1994, Санкт-Петербург, Россия) — советский и российский учёный-медик, хирург и травматолог, организатор здравоохранения и медицинской науки, доктор медицинских наук (1968), профессор (1969), полковник медицинской службы (1972). Лауреат Государственной премии СССР (1984).

## Биография
Родился 18 марта 1930 года в городе Казань.
С 1948 по 1953 годы обучался в Военно-медицинской академии имени С. М. Кирова, которую окончил с золотой медалью. С 1953 по 1957 годы — военный врач и ординатор хирургического отделения военного полевого подвижного госпиталя.
С 1957 по 1959 годы обучался в адъюнктуре по кафедре ортопедии и травматологии Военно-медицинской академии имени С. М. Кирова, ученик профессора И. Л. Крупко. С 1959 по 1967 годы — преподаватель, с 1967 по 1972 годы — старший преподаватель кафедры ортопедии и травматологии Военно-медицинской академии имени С. М. Кирова. В 1970 году М. Н. Фаршатов  являлся участником ликвидации последствий землетрясения в Перу.
С 1972 по 1977 годы — начальник отдела, с 1977 по 1985 годы — начальник управления Научно-исследовательского института военной медицины Министерства обороны СССР. В 1984 году Постановлением ЦК КПСС и Совета Министров СССР был удостоен Государственной премии СССР. С 1985 по 1994 годы — заведующий кафедрой медицины катастроф Ленинградского государственного института для усовершенствования врачей (с 1992 года — Санкт-Петербургская медицинская академия последипломного образования).
В 1959 году М. Н. Фаршатов защитил кандидатскую диссертацию на соискание учёной степени — кандидат медицинских наук, в 1968 году — доктор медицинских наук по теме: «Изолированное искусственное кровообращение в хирургии конечностей». В 1969 году М. Н. Фаршатову было присвоено учёное звание — профессора. В 1972 году Приказом Министра обороны СССР М. Н. Фаршатову было присвоено воинское звание — полковник медицинской службы. В 1992 году был избран член-корреспондентом Петровской академии наук и искусств, в 1993 году — член-корреспондентом Инженерной академии России и Российской академии естественных наук.
Основная педагогическая и научно-методическая деятельность М. Н. Фаршатова была связана с вопросами в области лечения опухолей, костно-суставного туберкулёза, остеомиелита, повреждённых суставов, закрытых и открытых переломов костей, врождённых заболеваний костей, сосудистых и трофических осложнений ранений конечностей методом изолированной перфузии, а так же профилактики лечения открытых повреждений конечностей при раневой инфекции. С 1970 года М. Н. Фаршатов являлся — почётным членом Ассоциации травматологов и ортопедов Перу и с 1974 года — членом Международной ассоциации хирургов, ортопедов и травматологов. В 1970 году являлся докладчиком IV Международного конгресса травматологов-ортопедов в Перу, в 1990 году — Международного съезда по медицине катастроф в Москве, в 1993 году  — VIII Всемирного конгресса неотложной медицины и медицины катастроф в Стокгольме. Он являлся автором свыше 300 научных трудов, в том числе семнадцать монографий, при его участии было выполнено 18 кандидатских и 8 докторских диссертаций.
Скончался 10 февраля 1994 года в Санкт-Петербурге.

## Награды

### Звания
- Государственная премия СССР (1984)